# ブランカ (漫画)
『ブランカ』は谷口ジローの漫画作品。1984年から1986年にかけて祥伝社の『マガジン・ノン』に掲載された。ビッグコミックスとして1996年に出版されたものは、雑誌掲載時のものを大幅に加筆したものである。

## あらすじ
白い犬
ブランカはR共和国の軍事研究所を脱走し、シベリアを横断して凍結したベーリング海峡を渡り、アラスカにたどり着く。ブランカはオオカミの群れに入り、オスのヘラジカを仕留める。その立派な角を奪おうと密猟者が不用意に発砲すると、ブランカは信じられない速度と跳躍により、彼の首を一撃で落とす。ライフルを落とし震えているシバを横目にブランカは立ち去る。
10万ドルの賞金
R共和国の諜報員がブランカという名前の白い犬を探すよう命令を受け、密猟者たちのたまり場でブランカの殺害に10万ドルの賞金をかける。空からの捜索によりオオカミの群れが発見される。密猟者たちはスノーモービルに乗って群れを断崖に追い詰めようとすると、ブランカは躊躇せず断崖を飛び降りて逃れる。その夜、密猟者たちのキャンプをブランカが襲う。銃を手にした者は一撃で致命傷を負い、イヌイットのヤックだけは片腕を食いちぎられた状態で密猟仲間のシバに救助される。ヤックはあれはイヌイットに災いをもたらすトルナイト（悪霊）だと語り、シバに殺してくれと依頼する。
ブランカの身体能力
R共和国の対策本部では、特別狙撃隊から優秀な隊員2名とブランカの戦闘訓練を担当したトレーナーが招集される。隊員はブランカの身体能力のビデオを見せられ説明を受ける。ブランカは5秒でトップスピードの170km/hに達し、その速度を10分強持続できる。訓練所では高さ5mの塀を跳び越えたことがあり、限界は確認されていない。ブランカの攻撃力は頑丈なプロテクターでも防ぎきれない。レクチャーのあと、3人はアラスカに向けて出発する。
負傷
狙撃チームは超一流の狩猟案内人のニック・エバンスを雇う。彼らはブランカの足跡を発見し、行動パターンを分析し、先回りして待ち伏せる。彼らは二手に分かれ、待ち伏せ隊は訓練用犬笛を使ってブランカをおびき寄せる。狙撃手は100mの距離から狙撃するが、レーザー照準を察知したブランカは体をひねり、弾丸は右前足を貫通し、もう1発は前胸部に食い込む。次の瞬間、狙撃手は殺害される。訓練員は引き金を引くことはできず、ブランカは闇に消える。
手術
動物学者のヘレンとデイビッドはカリブーを一撃で倒したブランカに興味を抱き、血痕を発見し追跡する。傷つき、疲れ果てたブランカはヘレンの助けてあげたいという言葉を理解し、身を委ねる。ヘレンはブランカの体力に配慮し、局部麻酔で弾丸を抽出し、手術は成功する。
G計画
ブランカを追跡してきたニックと狙撃手は、ヘレンたちのいる小屋を発見する。デイビッドを射殺した狙撃手をブランカは一瞬で倒す。Z計画失敗の報告を受け、R共和国では幹部会が開かれ、特殊戦略部隊1個中隊と特殊訓練を受けた新しい戦闘犬が参加する大がかりな作戦を決定する。
分析
ヘレンはブランカの血液と細胞を分子生物学の研究施設に持ち込み、分析を依頼する。結果は驚くべきものであった。生体エネルギーを産生するミトコンドリアが通常の10倍あること、細胞小器官も通常とは異なっていることから遺伝子工学による実験動物の可能性も考えられる。
繁殖期
シバは酒場でニックと大乱闘となり、意気投合してブランカ捜索を再開する。春になり、オオカミの群れは繁殖期を迎え、南の森林地帯に移動する。群れの雌オオカミの胎内にはブランカの子どもたちが育っている。ブランカは群れから離れ、進路を東南東に変える。ニックたちの乗った軽飛行機はヘリから機関銃で撃たれ、不時着する。ヘリから降りた搭乗員は、ブランカに不用意に発砲し、殺害される。ブランカの身体能力、破壊力は以前に比べてずっと向上している。
精神感応
ブランカは、ニューヨーク在住のリャブコワ教授の孫娘パトリシアの愛犬であったが、教授もろともロシアに拉致され、スーパー戦闘犬として訓練された。施設から脱走するとき、ブランカは教授からパトリシアのところに帰るよう言い聞かされていた。パトリシアは精神感応でブランカが帰ってくることを知り、ブランカを迎えに行こうとする。4,800km離れたカナダではブランカがパトリシアの思いを精神感応で受け止める。
戦闘犬との死闘
R共和国のG計画は動き出し、カナダの森林地帯マッケイを目指し、4つの方向から分隊が迫る。ブランカの匂いを記憶する戦闘犬が放たれる。ブランカは第2班に捕捉され、一斉射撃を受けるが、分隊の中に突入し、殺傷していく。戦闘犬に追いつかれたブランカは、かっての訓練から10頭と同時に戦う不利を理解し、群れを乱し、氷の張った湖で振り切る。さらに入り組んだ地形と急流に誘い込み、1頭ずつ確実に仕留めていく。
ゲルヒン・カシュテン
第2班が壊滅状態となったことから、分隊長は作戦を変更し本国に脳波誘導装置装備レーザーライフル（ゲルヒン・カシュテン）を緊急手配する。ブランカは戦闘犬の大半を殺傷したとき、次の分隊に追いつかれ、銃撃を受ける。ブランカは即時に反応し兵士たちを殺傷する。隊長の発砲停止命令により、残りの兵士は命拾いする。ブランカは体の異変を感じ、ニューヨークに向かい歩を早める。R共和国ではゲルヒン・カシュテンの使用が認められ、最後の戦いが始まる。
大跳躍
外国人が荒野で殺害されているという報告を受け、パトリシアは現場近くに移動する。ディープ・ブラインド・バレーの対岸にはゲルヒン・カシュテンを構えた部隊がブランカを待ち受ける。レーザー発射の直前に精神感応でパトリシアの声が届き、ブランカの速度と進路がずれる。レーザーは左足を貫通し、その衝撃により、ブランカは170mもの峡谷を飛び越え、対岸の部隊を全滅させる。
パトリシアとの再会
重傷を負いながらブランカは歩き続ける。向こうからパトリシアが駆けてくる幻を見る。パトリシアはどんどん大きくなり、ブランカは最後の瞬間にパトリシアの懐かしいぬくもりを感じる。

## 登場人物
シバ
日本人ハンター。アラスカの密猟グループの一員だったが、偶然の遭遇で仲間を殺された事がきっかけとなり、ブランカを追う。
ヤック
シバの仲間でブランカに襲われながら唯一生き残った。ブランカをイヌイットの伝説にあらわれるトルナイト（悪霊）と見なし、シバと共に追う。
リャプコワ教授
遺伝子工学の研究者。モスクワからアメリカに亡命したが、ブランカと共にR共和国に拉致された。
パトリシア
リャプコワ教授の孫でブランカの飼い主。ブランカとの間に高い精神感応力を持つ。
ヘレン・シェイバー
カナダで野生動物の調査中にブランカに出会う。
ニック・エバンス
狩猟案内人（ガイド）。R共和国の追跡に同道してその能力を間近に見た事で、ブランカを狙う。
シュミット大佐
ソビエト連邦内におけるR共和国の政治・軍事的発言力を高めるため戦闘犬の開発を命じた人物。
エディ・フィゲロウア
R共和国のエージェント。ブランカ抹殺の指令を受け、シバのグループに依頼する。
ゲオルグ・ストックマン大尉
R共和国の陸軍コマンドゥ部隊隊長。ブランカ抹殺のためにカナダに潜入し、その能力を目の当たりにする。

## 続編
- 神の犬 - ブランカの子供たちが登場する。